# Portalada, tanca i jardí de Vil·la Martin
La Portalada, tanca i jardí de Vil·la Martin és una obra modernista de la Garriga (Vallès Oriental) protegida com a Bé Cultural d'Interès Local.

## Descripció
La portalada està formada per dues pilars de maó de secció quadrada acabades en pinacles, gallons esfèrics i fletxa. La coronament piramidal està recobert amb rajoles de llàgrima de colors. Al capdamunt de la pilar hi ha una sanefa decorada amb rajola amb motius florals. La tanca s'aixeca sobre una base de maó un xic atalussada, sobre la qual hi ha un mur de paredat rematat per una motllura de secció quadrada amb dents de serra. La porta és de ferro i combina barrots de secció circular amb elements vegetals. El conjunt acaba rematat per una garlanda molt treballada. La barana que protegeix la tanca repeteix un motiu triangular dins el qual hi ha una faixa que recull tiges i llaços recargolats amb molt moviment.